# Ashikaga Yoshiaki
Ashikaga Yoshiaki (tiếng Nhật: 足利 義昭, Túc Lợi Nghĩa Chiêu; 5 tháng 12 năm 1537 — 9 tháng 10 năm 1597) là Nguyên soái thứ 15 của Mạc phủ Ashikaga ở Nhật Bản, nắm quyền từ năm 1568 đến năm 1573. Cha của ông, Ashikaga Yoshiharu là Nguyên soái thứ 12, anh trai ông, Ashikaga Yoshiteru là Nguyên soái thứ 13.
Sự vắng mặt của một quyền lực thực sự trong giới lãnh đạo cao cấp ở thủ đô Nhật Bản kết thúc khi lãnh chúa Oda Nobunaga tiến quân vào Kyoto năm 1568, tái thiết lập Mạc phủ Muromachi dưới con rối là Nguyên soái Ashikaga Yoshiaki, mở đầu cho thời kỳ Azuchi-Momoyama. Ashikaga Yoshihide, Nguyên soái thứ 14, đã qua đời khi thậm chí còn chưa vào kinh đô vì bệnh truyền nhiễm. Tuy nhiên, bất chấp việc đã thay đổi chính quyền trung ương ở Nhật Bản, Nobunaga vẫn cố gắng thống nhất Nhật Bản, tranh đấu quyền lực giữa các lãnh địa hùng mạnh tiếp diễn cho đến khi thực sự hòa bình và thống nhất, khá lâu sau khi ông bị ám sát năm 1582.
Toyotomi Hideyoshi, vị tướng quân đã thống nhất Nhật Bản, muốn Yoshiaki nhận ông làm con nuôi, nhưng bị từ chối.
Mạc phủ Ashikaga chấm dứt vào ngày 27 tháng 8 năm 1573 khi Oda Nobunaga đưa Yoshiaki ra khỏi Kyoto, mặc dù Yoshiaki vẫn chính thức giữ tước vị Nguyên soái cho đến năm 1588.

## Niên hiệu dưới thời Mạc phủ Yoshiaki
Khoảng thời gian mà Yoshiaki làm Shogun trải qua nhiều niên hiệu hay nengō:
- Eiroku (1558-1570)
- Genki (1570-1573)
- Tenshō (1573-1592)